# 中央動物専門学校
中央動物専門学校（ちゅうおうどうぶつせんもんがっこう）は、東京都北区東田端にある動物専門学校。 

## 概要
中央工学校グループの一角を占める教育機関。2002年（平成14年）10月1日に専修学校としての認可を受け、翌2003年（平成15年）4月1日に創立した。「優しい心」「倫理観」「自己責任」の3つを教育方針に掲げ、「動物に関わる様々な職業分野で活躍する人材を育成し、動物と人間のよりよい共生社会の実現に貢献」するとしている。

## 学科
トリマーを目指せる愛犬美容科・愛犬美容研究科、動物看護士を目指せる動物看護科・動物看護研究科、訓練士を目指せる動物共生科研究科・動物共生総合科の6学科が存在する。
- 愛犬美容科（2年制）
- 愛犬美容研究科（3年制）
- 動物看護科（2年制）
- 動物看護研究科（3年制）
- 動物共生研究科（3年制）
- 動物共生総合科（4年制）

## 施設

### 校舎
本館と別館の2棟からなる。
本館（実習棟）
地上4階・地下1階
- 4階: 手術室、看護実習室、X線室、動物専用テラス
- 3階: 看護実習室、テラス
- 2階: 美容実習室
- 1階: ロビー、図書・インターネットコーナー、店舗実習室、トリミングルーム、進路相談コーナー
- 地下1階: 地下ホール、動物管理室、訓練ホール、フィジカルトレーニングルーム、パウダールーム

別館（講義棟）
地上3階
- 3階: 大講義室、講義教室
- 2階: 大講義室（3階大講義室と同一の部屋）、ロッカー室、福祉実習室、コンピューター実習室
- 1階: 学生用ラウンジ、談話室、講義室、多目的実習室

### 学生寮
女子寮と男子寮が各1棟存在する。
女子学生寮「クワドラングル志茂」
鉄筋コンクリート造、地上5階・地下1階、収容人数150名
〒115-0042
東京都北区志茂3-3-3
男子学生寮「王子寮」
鉄筋コンクリート造、地上7階、収容人数155名
〒114-0002
東京都北区王子4-25-18

### 研修施設
南ヶ丘倶楽部
〒389-0102　
長野県北佐久郡軽井沢町南ヶ丘1052-73 　
- 学生研修棟
- 千ヶ滝: 日本舞踊、雅楽、狂言などを観賞できる舞台。
- 三五荘: 2007年、国の登録有形文化財に登録。
- 南ヶ丘美術館
- 南暁: 茶室棟。千利休の茶室を復元。